# دانيال بامبيرغ
دانيال بامبيرغ (23 أبريل 1984 في البرازيل - ) هو لاعب كرة قدم برازيلي في مركز الوسط. لعب مع جمعية بورتوغيزا الرياضية ونادي أوربرو ونادي أيه بي سي ونادي بريدابليك ونادي نوركوبنغ ونادي هاوغسوند ونادي فورتاليزا وغايس غوتنبرغ وفورتاليزا الكولومبي.

## روابط خارجية
- دانيال بامبيرغ على موقع اتحاد السويد (السويدية)
- دانيال بامبيرغ على موقع قاعدة بيانات كرة القدم.إي يو (الإنجليزية)
- دانيال بامبيرغ على موقع Soccerway.com (الإنجليزية)
- دانيال بامبيرغ على موقع عالم كرة القدم.نت (الإنجليزية)